# Enrico Fabbro
Enrico Fabbro (Roma, 14 giugno 1959) è un allenatore di calcio italiano, tecnico della Federazione Italiana Giuoco Calcio. Padre di Riccardo Fabbro.

## Carriera

### Allenatore
Si laurea a pieni voti in Scienze Motorie all'Università dell'Aquila con una tesi sull'allenamento della velocità nel calcio, dopo una lunga carriera di allenatore nelle squadre giovanili della Lodigiani e della Lazio società con la quale vince il titolo di Campione d'Italia, con i Giovanissimi Nazionali nella stagione 2000-2001, nel luglio del 2005 ottiene il patentino di allenatore professionista di seconda categoria UEFA A.
Nella stagione 2006-2007 è componente della Commissione Nazionale Attività di Base del Settore Giovanile della Federazione Italiana Giuoco Calcio e insegna Teoria Tecnica e Didattica del Giuoco del Calcio.
Nella stagione 2006-2007 accetta il suo primo contratto con un club professionistico e va ad allenare l'Alger, società che milita nel massimo campionato algerino.

La prima stagione si rivela subito positiva: il 28 giugno 2007 conquista la Coppa d'Algeria, sesto successo della squadra in questa competizione. La stagione successiva inizia con una situazione particolare: rassegna le dimissioni, in quanto esistono problemi di politica gestionale tra i dirigenti, ma queste non vengono accettate e Fabbro si accorda con la società per allenare la squadra almeno fino al termine della stagione. Il 1º novembre con l'Alger vince la Supercoppa d'Algeria. A giugno 2008 ottiene il titolo di allenatore professionista di prima categoria UEFA PRO LICENCE.
Dopo due stagioni all'estero ricche di soddisfazioni e risultati, decide di tornare in Italia e firma un contratto annuale per guidare la formazione Primavera dell'Ascoli per la stagione 2008-2009. A luglio 2010 torna a Roma, come tecnico nel settore giovanile della Lazio, ruolo che ricoprirà fino al termine della stagione. A giugno 2012 firma un contratto annuale con la JS Kabylie, club di serie A d'Algeria. Il club, tra i più prestigiosi del continente, ha vinto 14 volte il Campionato, 5 coppe d'Algeria e 2 volte la Coppa dei Campioni africana.
Il 18 giugno 2013 viene nominato consulente tecnico del CRIBENS (Centro Ricerca di Biochimica e Nutrizione dello Sport), diretto dal Prof. Bruno Giardina, Direttore della sezione romana dell'Istituto CNR per lo studio della Chimica del Riconoscimento Molecolare.
L'allenatore romano seguirà in particolare due ricerche: studio relativo alla ricerca e gestione del talento nel calcio moderno; studio e ricerca delle migliori condizioni di lavoro fisico tecnico tattico, con l'individualizzazione dietoterapica in funzione di fattori climatici particolari.Il 17 luglio 2013 è nominato allenatore della formazione universitaria Luiss, militante in Prima Categoria 
Il 29 agosto 2013 è nominato dalla LEGA PRO, della Federazione Italiana Giuoco Calcio, responsabile degli osservatori per la macro area LAZIO - UMBRIA - ABRUZZO , per la selezione dei giocatori delle Rappresentative nazionali di Lega Under 18 e Under 20.
A gennaio 2017 diviene Technical Advisor della Lega Italiana Calcio Professionistico (Lega Pro) della Federazione Italiana Giuoco Calcio assumendo il ruolo di Coordinatore della Commissione "Progetto settore giovanile 2016-2026" : in particolare si occuperà di organizzare, gestire e coordinare corsi di formazione per allenatori e direttori sportivi che seguono i settori giovanili in modo da creare un modello di riferimento per le società di Lega Pro per la gestione del settore giovanile; seguirà inoltre, le Rappresentative di Lega Pro e Coordinerà la selezione e quindi l'individuazione del giovane talento di Lega Pro. A febbraio 2017 l'Università San Raffaele lo nomina Coordinatore del Master di I Livello in Teoria Tecnica e Didattica della Preparazione Fisica nel Settore Giovanile. Il 1º agosto 2017 viene ufficializzato il suo nuovo incarico come allenatore della squadra Jsk, club che partecipa al campionato di serie A (L1) in Algeria. Sempre alla JSK assume il ruolo di Direttore Tecnico. il 1 settembre 2017 è nominato allenatore dei giovanissimi della Cragnotti football club . Il 9 agosto 2018 la Federazione Italiana Giuoco Calcio lo nomina Responsabile Tecnico Centro Federale Territoriale. Dal 16 dicembre 2018 assume l'incarico di Direttore Tecnico dello Stade Gabesien, con la diretta responsabilità della prima squadra del club, che partecipa al campionato di League 1 in Tunisia. Ayachi Aijroudi Mohamed, presidente del club e uomo d'affari internazionale di primissimo piano, ha inoltre affidato a Enrico Fabbro la realizzazione di un Academy che ha, come obiettivo quella di divenire la più importante dell'Africa. Nel 2019 è direttore sportivo ed allena gli U15 del Savio.
Dipendente della sede romana dell'Università Cattolica del Sacro Cuore dal 1986 ha lavorato presso le Relazioni Esterne ed Interne, Condirezione di Sede, Direzione di Sede, Stage & Placement. 

### Commentatore sportivo
A gennaio 2010 firma un contratto come commentatore per Dahlia TV, per la quale commenta, il 25 gennaio, il Match Against Poverty, giocato a Lisbona con Zinédine Zidane, Ronaldo, Kaká, Pavel Nedvěd e altre stelle mondiali che si sono esibite per raccogliere fondi in favore dei terremotati di Haiti.
Diventa il commentatore tecnico della Coupe de La Ligue.
A settembre 2016 inizia a collaborare con la TV di lingua araba con El Heddaf per commentare gli aspetti tecnico tattici del campionato italiano di Serie A.

## Palmarès

### Giovanili
- Campionato Giovanissimi Nazionali: 1

Lazio: 2000-2001

### Club

#### Competizioni nazionali
- Coppa d'Algeria: 1

MC Alger: 2007
- Supercoppa d'Algeria: 1

MC Alger: 2007